# الصحافة (صحيفة تونسية)
الصحافة هي جريدة يومية تونسية تصدر مع لا براس عن الشركة الجديدة للطباعة والصحافة والنشر (سنيب).

## التاريخ
صدرت في البداية كصحيفة مسائية باسم الصحافة المسائية. وقد ظهر أول عدد منها يوم 10 جانفي 1989 ثم أصبحت منذ يوم 14 مارس 1989 يومية صباحية باسمها الحالي.

## وصلة خارجية
موقع جريدة الصحافة التونسية